# Regierung Solberg
Die Regierung Solberg bildete vom 16. Oktober 2013 bis zum 14. Oktober 2021 die Regierung des Königreiches Norwegen und wurde von Ministerpräsidentin Erna Solberg (Høyre, Konservative) geführt. Sie ging aus der Parlamentswahl in Norwegen 2013 hervor. Zunächst war es eine Minderheitsregierung der konservativen Høyre und der rechten Fremskrittspartiet (FrP), später traten auch die sozialliberale Venstre und die christdemokratische Kristelig Folkeparti (KrF) bei. Am 20. Januar 2020 kündigte die Vorsitzende der FrP, Siv Jensen, an, dass ihre Partei aus der Regierung austreten werde. Am 24. Januar 2020 wurde die neue Regierung ohne FrP-Minister vorgestellt.

## Geschichte
Die Regierung Solberg ging 2013 aus der Parlamentswahl in Norwegen hervor. Der bürgerlich-konservative Block erlangte die Mehrheit im Parlament, dem Storting. Erna Solberg bildete eine Minderheitsregierung mit ihrer Partei, der konservativen Høyre, und der FrP. Die Konservativen besetzten zunächst elf Ministerposten, die FrP sieben. Die Hälfte des Regierungsteams war weiblich. Die Koalition war bis zur Wahl 2017 auf die Unterstützung von entweder der KrF oder der Venstre-Partei angewiesen.
Am 16. Dezember 2015 wurde das Kabinett umgebildet. Vier neue Minister wurden in die Regierung aufgenommen, drei wurden aus ihren Ämtern entlassen; die FrP gewann damit einen Ministerposten hinzu. Gleichzeitig wurden einige Zuständigkeiten neu verteilt. Einwanderung und Integration wurden zu einem eigenen Ressort aufgewertet. Am 20. Oktober 2017 verließ Børge Brende den Kabinettstisch und wurde Präsident des Weltwirtschaftsforums in Genf. Dabei nahm Solberg eine kleinere Rochade vor.

### Eintritt der Venstre-Partei
Bei der Parlamentswahl im September 2017 verloren die bürgerlichen Parteien Sitze im Parlament. Sie erhielten weiter die Mehrheit der Mandate, jedoch muss nun sowohl Venstre als auch die KrF zustimmen, um ein Gesetz verabschieden zu können. Die Partei Venstre begann unter der Vorsitzenden Trine Skei Grande damit, Koalitionsverhandlungen mit der bisherigen Regierung zu führen. Ihre Partei trat am 17. Januar 2018 der neuen Minderheitsregierung mit nun drei beteiligten Parteien bei und erhielt drei Ministerposten.

### Eintritt der Kristelig Folkeparti
Da die Mitglieder der KrF sich nicht einig darüber waren, ob sie die bürgerliche Minderheitsregierung weiter stützen sollten, rief ihr damaliger Parteivorsitzender Knut Arild Hareide eine parteiinterne Abstimmung aus, in der der zukünftige Kurs geklärt werden sollte. Er selbst sprach sich für eine Regierung unter dem Sozialdemokraten Jonas Gahr Støre aus. Die Mitglieder des Parteitags stimmten im November 2018 jedoch gegen diesen Kurswechsel und stattdessen für den Beitritt in die Regierung Solberg. Die KrF trat dementsprechend im Januar 2019 nach Koalitionsverhandlungen unter Führung ihres neuen Vorsitzenden Kjell Ingolf Ropstad der Regierung bei. Diese Regierung hatte nun die Mehrheit im Storting und war nicht mehr auf die Unterstützung anderer Parteien angewiesen.

### Austritt der Fremskrittspartiet
Nachdem es im Januar 2020 in der FrP intern zu einem Streit über die Regierungsarbeit gekommen war, kündigte Siv Jensen, die Vorsitzende der FrP, am 20. Januar 2020 an, aus der Regierung austreten zu wollen. Jensen sagte, dass ihre Partei weiter Erna Solberg als Ministerpräsidentin unterstützen werde. Ursache für den parteiinternen Streit der FrP war, dass die Regierung beschloss, eine dem sogenannten Islamischen Staat (IS) nahestehende norwegisch-pakistanische Frau und ihre zwei Kinder, von denen eines krank war, von Syrien nach Norwegen zu holen. Dieser Schritt wurde vor allem von der FrP-Basis kritisiert. Die verbleibenden Regierungsparteien einigten sich darauf, bis zum Ende des Monats ein neues Regierungsteam zu bilden. Für die Zeit bis zur Bildung der neuen Regierung wurde die Zuständigkeit der FrP-Minister auf Verwaltungsaufgaben beschränkt.
Am 24. Januar 2020 wurde schließlich das neue Kabinett vorgestellt. Die konservative Høyre erhielt dabei zwölf Minister, KrF und Venstre jeweils vier. Neben den FrP-Ministern wurden auch Klima- und Umweltminister Ola Elvestuen (Venstre) und die wegen des NAV-Skandals in der Kritik gestandene Arbeits- und Sozialministerin Anniken Hauglie (Høyre) ersetzt.
Am 13. März 2020 wurden zwei Ministerposten neu besetzt. Das Amt des Fischereiministers war frei geworden, nachdem Geir Inge Sivertsen seinen Rücktritt bekannt gab. Er stand zuvor in der Kritik, weil er durch Übergangsgelder doppelten Lohn erhalten hatte. Auch die Venstre-Politikerin Trine Skei Grande war von ihrem Ministerposten zurückgetreten. Sie gab zugleich bekannt, nicht erneut für den Parteivorsitz zu kandidieren, nachdem es innerparteilich länger Auseinandersetzungen gab.
Bei einer Abstimmung am 26. Mai 2020 stimmte eine Koalition aus der ehemaligen Regierungspartei FrP mit den linken Oppositionsparteien Arbeiderpartiet (Ap) und Sosialistisk Venstreparti (SV) sowie einige weitere Abgeordnete für die Liberalisierung des Biotechnologiegesetzes, die unter anderem die Legalisierung der Eizellspende für alleinstehende Frauen beinhaltet. Damit wurde die Regierung in einem Punkt überstimmt, was vor allem für die christdemokratische KrF als Niederlage gewertet wurde. Die Zusammenarbeit zwischen den Oppositionsparteien wurde auch in der folgenden Zeit des Öfteren gesucht. So überstimmten einige der Oppositionsparteien im Januar 2021 die Regierungsparteien bei der Verlängerung von Maßnahmen, die im Rahmen der COVID-19-Pandemie ergriffen worden waren.

### Nach der Wahl 2021
Bei der Parlamentswahl 2021 verloren die Partei Høyre, FrP, Venstre und KrF ihre gemeinsame Mehrheit im Parlament. Stattdessen gewannen die Parteien, die mit dem Versprechen angetreten waren, einen Regierungswechsel zu vollziehen, die Mehrheit der Sitze. Am 12. Oktober 2021 gab die Regierung dem Storting ihren letzten Haushaltsplan bekannt. Am gleichen Tag erklärte Erna Solberg, dass sie dem König im Staatsrat ein Abschiedsgesuch vorlegen werde. König Harald V. bat daraufhin Jonas Gahr Støre von der Arbeiderpartiet, eine neue Regierung zu bilden. Am 14. Oktober 2021 wurde schließlich die Regierung Støre zur neuen Regierung ernannt.

## Regierungsmitglieder

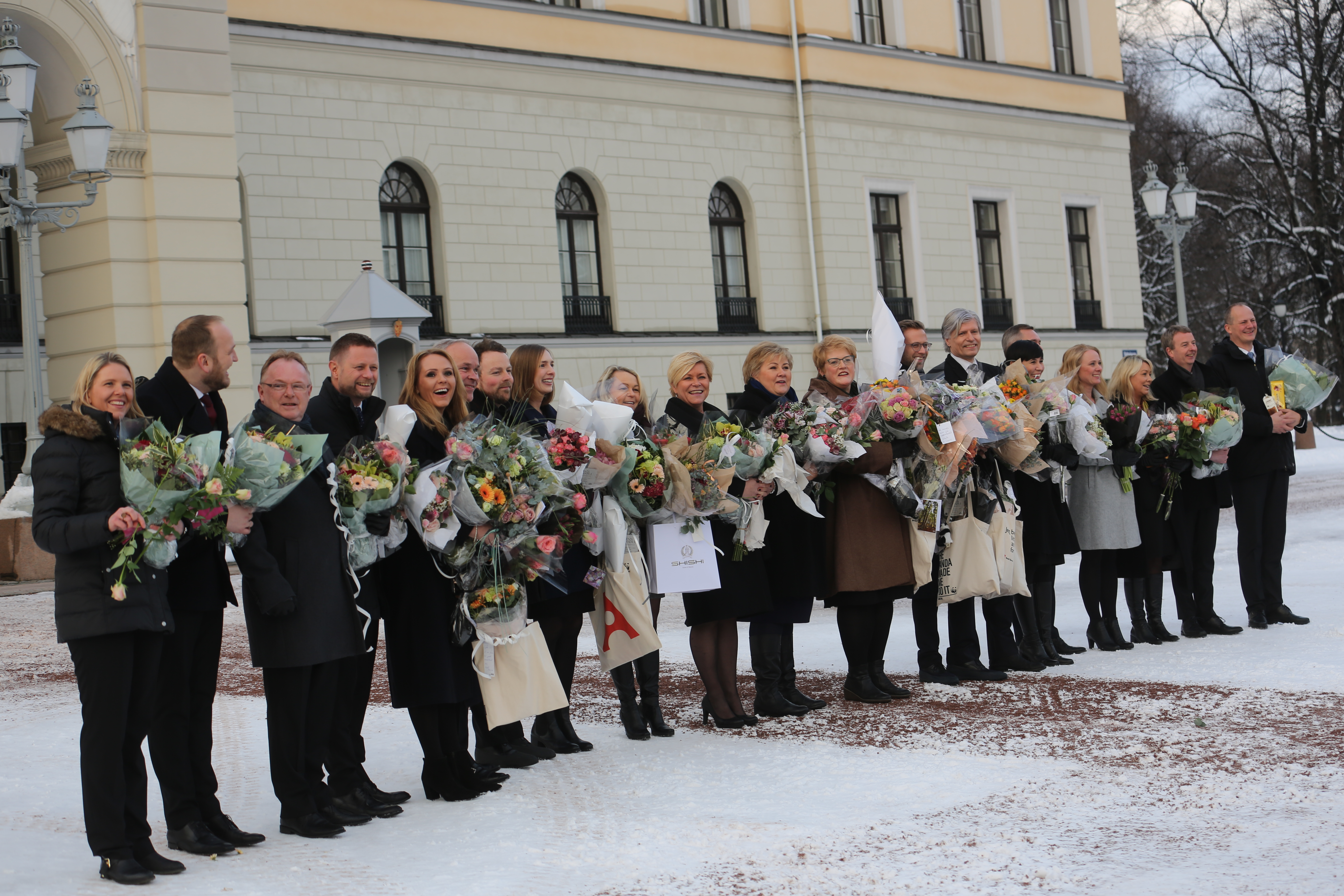
Regierung Solberg (Januar 2018)

### Aktuelle Ministerposten
| Ressort | Name                                 | Partei               | Amtsantritt        | Amtsende           |
| --- | ------------------------------------ | -------------------- | ------------------ | ------------------ |
| Ministerpräsidentin                                                                                               | Erna Solberg                         | Høyre                | 16. Oktober 2013   | 14. Oktober 2021   |
| Finanzen | Siv Jensen                           | Fremskrittspartiet   | 16. Oktober 2013   | 24. Januar 2020    |
| Finanzen | Jan Tore Sanner                      | Høyre                | 24. Januar 2020    | 14. Oktober 2021   |
| Äußeres | Børge Brende                         | Høyre                | 16. Oktober 2013   | 20. Oktober 2017   |
| Äußeres | Ine Marie Eriksen Søreide            | Høyre                | 20. Oktober 2017   | 14. Oktober 2021   |
| Verteidigung | Ine Marie Eriksen Søreide            | Høyre                | 16. Oktober 2013   | 20. Oktober 2017   |
| Verteidigung | Frank Bakke-Jensen                   | Høyre                | 20. Oktober 2017   | 14. Oktober 2021   |
| Justiz und Bereitschaft                                                                                           | Anders Anundsen                      | Fremskrittspartiet   | 16. Oktober 2013   | 20. Dezember 2016  |
| Justiz und Bereitschaft                                                                                           | Per-Willy Amundsen                   | Fremskrittspartiet   | 20. Dezember 2016  | 17. Januar 2018    |
| Justiz und Bereitschaft                                                                                           | Sylvi Listhaug                       | Fremskrittspartiet   | 17. Januar 2018    | 20. März 2018      |
| Justiz und Bereitschaft                                                                                           | Tor Mikkel Wara                      | Fremskrittspartiet   | 4. April 2018      | 29. März 2019      |
| Justiz und Bereitschaft                                                                                           | Jøran Kallmyr                        | Fremskrittspartiet   | 29. März 2019      | 24. Januar 2020    |
| Justiz und Bereitschaft                                                                                           | Monica Mæland                        | Høyre                | 24. Januar 2020    | 14. Oktober 2021   |
| Wirtschaft (im Ministerium für Wirtschaft und Fischerei)                                                          | Monica Mæland                        | Høyre                | 16. Oktober 2013   | 17. Januar 2018    |
| Wirtschaft (im Ministerium für Wirtschaft und Fischerei)                                                          | Torbjørn Røe Isaksen                 | Høyre                | 17. Januar 2018    | 24. Januar 2020    |
| Wirtschaft (im Ministerium für Wirtschaft und Fischerei)                                                          | Iselin Nybø                          | Venstre              | 24. Januar 2020    | 14. Oktober 2021   |
| Arbeit und Soziales                                                                                               | Robert Eriksson                      | Fremskrittspartiet   | 16. Oktober 2013   | 16. Dezember 2015  |
| Arbeit und Soziales                                                                                               | Anniken Hauglie                      | Høyre                | 16. Dezember 2015  | 24. Januar 2020    |
| Arbeit und Soziales                                                                                               | Torbjørn Røe Isaksen                 | Høyre                | 24. Januar 2020    | 14. Oktober 2021   |
| Gesundheit und Fürsorge                                                                                           | Bent Høie                            | Høyre                | 16. Oktober 2013   | 14. Oktober 2021   |
| Öl und Energie | Tord Lien                            | Fremskrittspartiet   | 13. Oktober 2013   | 20. Dezember 2016  |
| Öl und Energie | Terje Søviknes                       | Fremskrittspartiet   | 20. Dezember 2016  | 31. August 2018    |
| Öl und Energie | Kjell-Børge Freiberg                 | Fremskrittspartiet   | 31. August 2018    | 18. Dezember 2019  |
| Öl und Energie | Sylvi Listhaug                       | Fremskrittspartiet   | 18. Dezember 2019  | 24. Januar 2020    |
| Öl und Energie | Tina Bru                             | Høyre                | 24. Januar 2020    | 14. Oktober 2021   |
| Klima und Umwelt (bis 2014: Umweltschutz)                                                                         | Tine Sundtoft                        | Høyre                | 16. Oktober 2013   | 16. Dezember 2015  |
| Klima und Umwelt (bis 2014: Umweltschutz)                                                                         | Vidar Helgesen                       | Høyre                | 16. Dezember 2015  | 17. Januar 2018    |
| Klima und Umwelt (bis 2014: Umweltschutz)                                                                         | Ola Elvestuen                        | Venstre              | 17. Januar 2018    | 24. Januar 2020    |
| Klima und Umwelt (bis 2014: Umweltschutz)                                                                         | Sveinung Rotevatn                    | Venstre              | 24. Januar 2020    | 14. Oktober 2021   |
| Verkehr | Ketil Solvik-Olsen                   | Fremskrittspartiet   | 16. Oktober 2013   | 31. August 2018    |
| Verkehr | Jon Georg Dale                       | Fremskrittspartiet   | 31. August 2018    | 24. Januar 2020    |
| Verkehr | Knut Arild Hareide                   | Kristelig Folkeparti | 24. Januar 2020    | 14. Oktober 2021   |
| Landwirtschaft und Ernährung                                                                                      | Sylvi Listhaug                       | Fremskrittspartiet   | 16. Oktober 2013   | 16. Dezember 2015  |
| Landwirtschaft und Ernährung                                                                                      | Jon Georg Dale                       | Fremskrittspartiet   | 26. Dezember 2015  | 31. August 2018    |
| Landwirtschaft und Ernährung                                                                                      | Bård Hoksrud                         | Fremskrittspartiet   | 31. August 2018    | 22. Januar 2019    |
| Landwirtschaft und Ernährung                                                                                      | Olaug Bollestad                      | Kristelig Folkeparti | 22. Januar 2019    | 14. Oktober 2021   |
| Bildung (seit Januar 2018: Bildung und Integration)                                                               | Torbjørn Røe Isaksen                 | Høyre                | 16. Oktober 2013   | 17. Januar 2018    |
| Bildung (seit Januar 2018: Bildung und Integration)                                                               | Jan Tore Sanner                      | Høyre                | 17. Januar 2018    | 24. Januar 2020    |
| Bildung (seit Januar 2018: Bildung und Integration)                                                               | Trine Skei Grande                    | Venstre              | 24. Januar 2020    | 13. März 2020      |
| Bildung (seit Januar 2018: Bildung und Integration)                                                               | Guri Melby                           | Venstre              | 13. März 2020      | 14. Oktober 2021   |
| Kinder, Gleichstellung und Inklusion (seit Januar 2019: Kinder und Familien)                                      | Solveig Horne                        | Fremskrittspartiet   | 16. Oktober 2013   | 17. Januar 2018    |
| Kinder, Gleichstellung und Inklusion (seit Januar 2019: Kinder und Familien)                                      | Linda Hofstad Helleland              | Høyre                | 17. Januar 2018    | 22. Januar 2019    |
| Kinder, Gleichstellung und Inklusion (seit Januar 2019: Kinder und Familien)                                      | Kjell Ingolf Ropstad                 | Kristelig Folkeparti | 22. Januar 2019    | 20. September 2021 |
| Kinder, Gleichstellung und Inklusion (seit Januar 2019: Kinder und Familien)                                      | Olaug Bollestad                      | Kristelig Folkeparti | 20. September 2021 | 14. Oktober 2021   |
| Kultur (seit Januar 2019: Kultur und Gleichstellung)                                                              | Thorhild Widvey                      | Høyre                | 16. Oktober 2013   | 16. Dezember 2015  |
| Kultur (seit Januar 2019: Kultur und Gleichstellung)                                                              | Linda Hofstad Helleland              | Høyre                | 16. Dezember 2015  | 17. Januar 2018    |
| Kultur (seit Januar 2019: Kultur und Gleichstellung)                                                              | Trine Skei Grande                    | Venstre              | 17. Januar 2018    | 24. Januar 2020    |
| Kultur (seit Januar 2019: Kultur und Gleichstellung)                                                              | Abid Raja                            | Venstre              | 24. Januar 2020    | 14. Oktober 2021   |
| Kommunen und Modernisierung                                                                                       | Jan Tore Sanner                      | Høyre                | 16. Oktober 2013   | 17. Januar 2018    |
| Kommunen und Modernisierung                                                                                       | Monica Mæland                        | Høyre                | 17. Januar 2018    | 24. Januar 2020    |
| Kommunen und Modernisierung                                                                                       | Nikolai Astrup                       | Høyre                | 24. Januar 2020    | 14. Oktober 2021   |
| Fischerei (im Ministerium für Wirtschaft und Fischerei)                                                           | Elisabeth Aspaker                    | Høyre                | 16. Oktober 2013   | 16. Dezember 2015  |
| Fischerei (im Ministerium für Wirtschaft und Fischerei)                                                           | Per Sandberg                         | Fremskrittspartiet   | 16. Dezember 2015  | 13. August 2018    |
| Fischerei (im Ministerium für Wirtschaft und Fischerei)                                                           | Harald Tom Nesvik                    | Fremskrittspartiet   | 13. August 2018    | 24. Januar 2020    |
| Fischerei (im Ministerium für Wirtschaft und Fischerei)                                                           | Geir Inge Sivertsen                  | Høyre                | 24. Januar 2020    | 2. März 2020       |
| Fischerei (im Ministerium für Wirtschaft und Fischerei)                                                           | Torbjørn Røe Isaksen (kommissarisch) | Høyre                | 2. März 2020       | 13. März 2020      |
| Fischerei (im Ministerium für Wirtschaft und Fischerei)                                                           | Odd Emil Ingebrigtsen                | Høyre                | 13. März 2020      | 14. Oktober 2021   |
| Entwicklung (im Außenministerium)                                                                                 | Nikolai Astrup                       | Høyre                | 17. Januar 2018    | 22. Januar 2019    |
| Entwicklung (im Außenministerium)                                                                                 | Dag Inge Ulstein                     | Kristelig Folkeparti | 22. Januar 2019    | 14. Oktober 2021   |
| Forschung und höhere Bildung (im Bildungsministerium, ab 2018)                                                    | Iselin Nybø                          | Venstre              | 17. Januar 2018    | 24. Januar 2020    |
| Forschung und höhere Bildung (im Bildungsministerium, ab 2018)                                                    | Henrik Asheim                        | Høyre                | 24. Januar 2020    | 14. Oktober 2021   |
| Distrikte und Digitalisierung (im Ministerium für Kommunen und Modernisierung, ab 2019; bis 2020 Digitalisierung) | Nikolai Astrup                       | Høyre                | 22. Januar 2019    | 24. Januar 2020    |
| Distrikte und Digitalisierung (im Ministerium für Kommunen und Modernisierung, ab 2019; bis 2020 Digitalisierung) | Linda Hofstad Helleland              | Høyre                | 24. Januar 2020    | 14. Oktober 2021   |

### Ehemalige Ministerposten
Vier Ministerposten, die je in einem Ministerium mit zwei Ministerposten angesiedelt waren, wurden im Laufe der Regierungszeit geschaffen und wieder abgeschafft.
| Ressort                                                                             | Name                         | Partei             | Amtsantritt       | Amtsende          |
| ----------------------------------------------------------------------------------- | ---------------------------- | ------------------ | ----------------- | ----------------- |
| EWR und EU (im Außenministerium; Dezember 2015 – Januar 2018)                       | Elisabeth Aspaker            | Høyre              | 16. Dezember 2015 | 20. Dezember 2016 |
| EWR und EU (im Außenministerium; Dezember 2015 – Januar 2018)                       | Frank Bakke-Jensen           | Høyre              | 20. Dezember 2016 | 20. Oktober 2017  |
| EWR und EU (im Außenministerium; Dezember 2015 – Januar 2018)                       | Marit Berger Røsland         | Høyre              | 20. Oktober 2017  | 17. Januar 2018   |
| Einwanderung und Integration (im Justizministerium; Dezember 2015 – Januar 2018)    | Sylvi Listhaug               | Fremskrittspartiet | 16. Dezember 2015 | 17. Januar 2018   |
| Senioren und Volksgesundheit (im Gesundheitsministerium; Januar 2018 – Januar 2020) | Åse Michaelsen               | Fremskrittspartiet | 17. Januar 2018   | 3. Mai 2019       |
| Senioren und Volksgesundheit (im Gesundheitsministerium; Januar 2018 – Januar 2020) | Sylvi Listhaug               | Fremskrittspartiet | 3. Mai 2019       | 18. Dezember 2019 |
| Senioren und Volksgesundheit (im Gesundheitsministerium; Januar 2018 – Januar 2020) | Terje Søviknes               | Fremskrittspartiet | 18. Dezember 2019 | 24. Januar 2020   |
| öffentliche Sicherheit (im Justizministerium; Januar 2019 – Januar 2020)            | Ingvil Smines Tybring-Gjedde | Fremskrittspartiet | 22. Januar 2019   | 24. Januar 2020   |